# IC 5208
IC 5208 ist eine linsenförmige Galaxie vom Hubble-Typ S0-a im Sternbild Tukan am Südsternhimmel. Sie ist schätzungsweise 263 Millionen Lichtjahre von der Milchstraße entfernt.
Das Objekt wurde am 21. August 1900 vom US-amerikanischen Astronomen DeLisle Stewart entdeckt.